# Epipsilia cervantes
Epipsilia cervantes là một loài bướm đêm trong họ Noctuidae.